# Leopold Brunner
Leopold Brunner, född 2 november 1916 i Hainfeld i Österrike, död 3 september 2013 i Visby domkyrkoförsamling i Gotlands län, var en svensk författare och alpinist. Han är far till författaren Ernst Brunner. Leopold Brunner utbildade sig till modellfilare innan han ryckte in för värnpliktstjänstgöring inom Österrikes armé som ingenjörsoldat. 1948 kom hela familjen till Sverige, och Leopold bodde under senare delen av sitt liv i Visby på Gotland.
I sin bok Den ofrivillige soldaten berättar Leopold om sin tid i den österrikiska armén, via Anschluss och sin tvångsvärvning till Wehrmacht och vidare till fransk krigsfångenskap. Leopold Brunner beskriver sina personliga upplevelser under krigsåren i andra världskriget. Efterordet är skrivet av sonen Ernst och berättar om vad som hände efter frigivningen och flytten till Sverige. Boken är översatt av Niclas Sennerteg.
Han var från 1944 gift med Gertrud Maria Leopoldina Brunner (1924–2012).

## Böcker
- Den ofrivillige soldaten, ISBN 978-91-7036-560-7, Storyside Förlag